# 크리스티안 폰 옴프테다
크리스티안 프리드리히 빌헬름 폰 옴프테다(Christian Friedrich Wilhelm von Ompteda, 1765년 11월 26일 – 1815년 6월 18일)는 하노버군과 영국군에서 복무하며 프랑스 혁명 전쟁과 나폴레옹 전쟁에 참전한 독일군 장교이다.

## 삶
1771년, 6세의 나이에 그는 삼촌 Dietrich Heinrich Ludwig von Ompteda (1746–1803)에게 교육을 받기 위해 보내졌고 1777년에는 하노버의 왕립 페이지스단에 입대했다. 1781년 그는 보병 위병대의 소위가 되었다. 1793년 그는 프랑스 혁명 전쟁에서 척탄병 중대의 지휘관으로 승진했으며, 몽 카셀에서 심하게 부상을 입었다. 그리고 1794년, 그는 빌헬름 폰 프라이타크 원수와 함께 잉글랜드로 갔다.
1803년 그는 하노버 위병 연대의 소령이었고, 같은 해 7월 5일 아트렌부르크 협약으로 하노버 육군이 해산되자 그는 나중에 왕립 독일 군단이 된 부대에 가장 먼저 합류한 사람들 중 한 명이었다. 1805년 그는 제3차 대프랑스 동맹 중 독일 북부로 향한 실패한 원정인 하노버 원정에 참여했으며, 1년 후 그와 그의 대대는 지브롤터로 이동했다. 1807년 그들은 다시 셸란섬으로 이동하여 영국 전쟁(포함 전쟁으로도 알려짐)에서 덴마크와 싸웠다. 귀환 도중 그의 배는 네덜란드 해안에서 침몰했고 그는 1808년 포로 교환으로 풀려날 때까지 보르쿰에 억류되어 있었다.

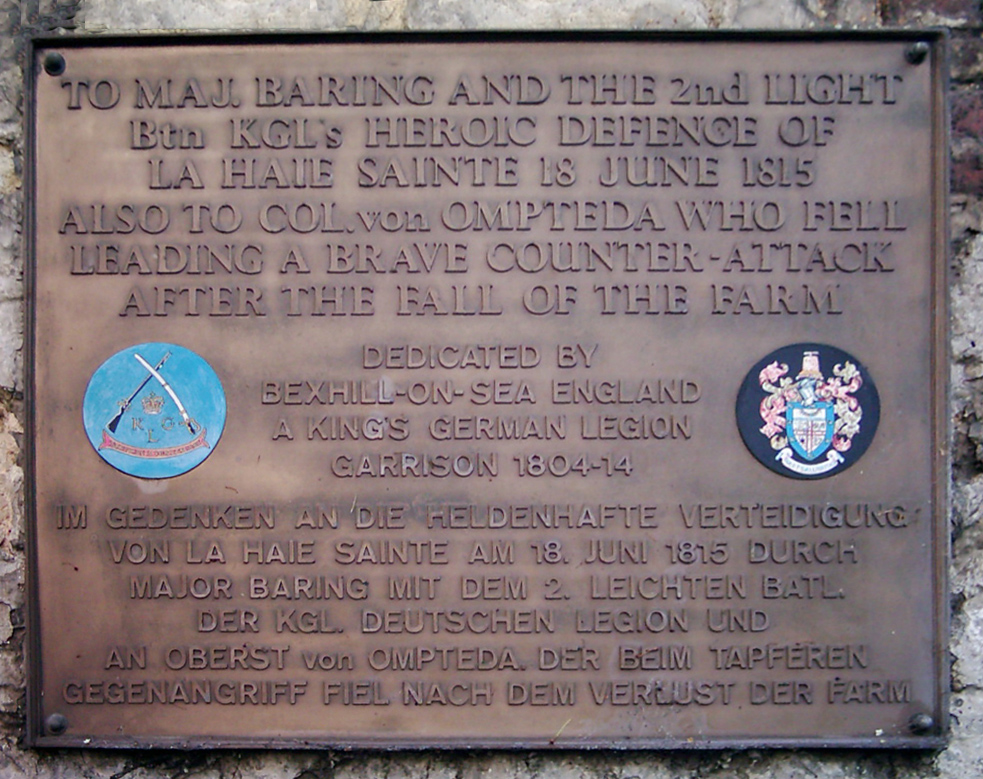
라 에 생트의 기념비

1812년 그는 중령으로 진급했으며 1813년에는 군단의 제1경보병대대 지휘를 맡았다. 1815년 그는 대령이었고, 웰링턴 휘하의 샤를 알텐 장군의 사단에서 여단장이었다. 옴프테다는 오라녜 공자의 명령에 따라 라 에 생트를 탈환하기 위해 제5선형대대와 함께 돌격하는 역습 중 워털루에서 전사했다. 그는 근접 사격을 당했으며 그의 마지막 말은 “내 아들들을 잘 돌봐라”였다.